# Seznam slovenskih izumiteljev
Seznam slovenskih izumiteljev.

## A
- Kamil Arčon (1927 –) (nihalopis)
- France Avčin

## B
- Ivan Bajde (1855 – 1920)
- Ludovik Bajde
- Milko Bambič
- Jožko Battestin (1918 – 2020)
- Julij Bertoncelj (1939 –)
- Jože Bevk
- Jože Bider
- Oki Blatnik (1980 – 2012)
- Stanko Bloudek (1890 – 1959)
- Maruša Bradač
- Franjo Bratina (1886 – 1977)
- Edo Bregar-Don
- France Bremšak (1923 - 1999)
- Bojan Breznik (1959 -)
- Franc Brglez
- Jože Brilej (1924 – 2015)
- Brane Brodnik (1962 -)
- Saša Burian (1958 -)
- Bogdan Butkovič

## C
- Anton Codelli (1875 – 1954)
- Cvjetkovic Jovo (profesor)  (1948 –)

## Č
- Lado Černoš (1950 -)
- Miro Črv

## D
- Boštjan Debelak
- Alojz Derling
- Andrej Detela
- Matija Doberšek
- Roman Drole

## F
- Zvonko Fazarinc (1928 – 2023)
- Peter Florjančič (1919 – 2020)
- Jože Furlan (1904 – 1986)

## G
- Jože Germek (1915 – ?)
- Božo Glavič
- Marko Gliha (1932 – 2015)
- Lucio Gobbo (1954 –)
- Edvard Golob ("Edigs")
- Boris Gregorka in Peter Pavšič
- Tomaž Grom (jadrnica z bočnim stabilizatorjem in dvokrako gibljivo kobilico)
- Gabriel Gruber (1740 – 1805)
- Franc Grum (1922 – 1985)

## H
- Štefan Horvat (1932 – 2022)

## J
- Jože Jan (1914 – 2009)
- Anton Janša (1734 – 1773)
- Miha Japelj (1935 –)
- Vlado Jezovšek
- Tone Jež

## K
- Anton Kampuš
- Fridolin Kaučič (1860 – 1922)
- Pavel Kerže
- Ivan Klančar (1943 –)
- Ivan Stanislav Klaneček (1939 –)
- Vladimir Kosi
- Aleksander Kostnapfel (1922 – 1987)
- Marko Kovač (1971 –) ?
- Jurij Kraigher - Žore (1891 – 1984)
- Ivan Kramberger (1936 – 1992)
- Miro Kregar?
- Ivan Kučan (1892 – 1975)
- Anton Kuhelj (1902 – 1980)
- Matjaž Kunaver
- Franc Kuzma

## L
- Pavel Ledinek (1939 – 2020)
- Peter Leskovar (1945 – 1999)
- Jožef Lorbek - Jošt

## M
- Gorazd Malačič
- Jurij Marinčič (1957 –)
- Božo Matičič
- Anton Mavretič (1934 – 2019)
- Franc Mavrič (1955 –)
- Branko Medved - Medo (1956 –)
- Matjaž Mihelčič
- Ivan Munda (1931 – 2009)
- Miran Mozetič (1925 – ?)
- Vladimir Murko (1942 – 2007)
- Miroslav Muršič (1960 –)
- Nataša Muševič
- Pavel Munih (1941 –)

## N
- Julij Nardin (1877 – 1959)
- Andrej Novak  (1821 – 1901)

## O
- Anton Oister (1867 – 1944)
- Valentin Osredkar (1896 – 1970)

## P
- Rudi Pangerc
- Danijel Papler
- Andrej Pečjak
- Pengov
- France Peršak?
- Franc Pervanje (1904 – 1971)
- Dušan Petrač
- Janko Petrovčič
- Tomaž Planina (1934 – 2014)
- Vladimir Polič
- Luka Pompe
- Herman Potočnik (1892 – 1929)
- Vili Poznik
- Miro Preisinger (1948 –)
- Franc Pretnar (1912 – 1988)
- Marjan Prevc (1957 –)
- Dušan Prevoršek (1922 – 2004)
- Edvard Prodan (1909 – 1980)
- Boris Pšeničnik
- Robert Pucel (1927/30? – ?)
- Janez Puh (1862 – 1914)
- Janez Avguštin Puhar (1814 – 1964)

## R
- Savo Rakčević
- Ivan Renčelj (1871 – 1955)
- Janez Repar (John Repar) (1921 – 2007)
- Josef Ressel  (1793 – 1857) (češkega rodu)
- Rudolf Ročak (1944 –)
- France Rode (1934 – 2017)
- Dejan Rojko
- Ladislav Ropas (1883 – 1958)
- Alenka Rovan
- Franc Rozman (1949 –)
- Bruno Rusjan (1927 – 2009)
- Edvard Rusjan (1886 – 1911)
- Josip Rusjan

## S
- Igo Sajovic (1925 – 2020)
- Franci Savenc (1935 - 2023) (z očetom)
- Filip Sedmak (1929 –)
- Ludvik Simonič
- Aco Sitar
- Edvard Sitar  (1914 – 1986)
- Peter Starič (1924 – 2020)
- Konrad Steblovnik (1951 –)
- Aleš Strojnik (1921 – 1995)
- Božidar (Darko) Svetek (1947 -)

## Š
- Milan Šinkovec (1940 - 2011)
- Mitja Šipek (1926 – 2015)
- Marjan Špegel (1941 -)
- Miroslav Štumberger (1892 – 1983)
- Arsen Šurlan (1927 – 2009)

## T
- Jurij Franc Tasič (1948 -)
- Ciril Tavčar (1904 – 1980)
- Matjaž Tomlje (1954 -)
- Rajko Topolovec (1937 – 2022)
- Marjan Trbižan (1950 -)
- Francelj Trdič (1961 -)

## U
- Rok Uršič (1963 -) ?

## V
- Matjaž Valant (1967 –)
- Peter J. Velikonja (1961 –)
- Hilarij Vodopivec (1868 – 1930)

## Z
- Frank A. Ziherl (1912 – 2002)
- Tomaž Zore
- Drago Zorec (1945 – 2015)
- Ivan Zrimšek (1952 –)
- Ivan Zupan (1922 – 2014)
- Viktor Zupančič (1929 – 1991)

## Ž
- Janko Žakelj
- Jože Žakelj
- Valentin Matija Živic (1828 – 1917)
- Adolf Žižek (1942 – 2016)
- Viljem Žižek (1935 –)
- Anton Žnideršič (1874 – 1947)